# Listă de nume românești - litera E
Această pagină, supusă continuu îmbunătățirii, conține peste 300 de nume de familie românești care încep cu litera E.
| Ea - Eacobescu (wikt) - Eana (wikt) | Eb - Ebânca (wikt) - Ebâncă (wikt) - Ebîncă (wikt) - Ebraș (wikt) - Ebu (wikt) | Ec - Ecaterina (wikt) - Ecaterinescu (wikt) - Echeriu (wikt) - Echim (wikt) - Echimescu (wikt) - Echizli (wikt) - Eclemea (wikt) - Ecobescu (wikt) - Ecobici (wikt) - Economescu (wikt) - Economu (wikt) - Ecovoiu (wikt) | Ed - Edeleanu (wikt) - Edereș (wikt) - Edițoiu (wikt) - Edu (wikt) - Eduțanu (wikt) | Ef - Efremescu (wikt) - Efrim (wikt) - Efros (wikt) - Efstațiu (wikt) - Efstrațiu (wikt) - Efta (wikt) - Efteme (wikt) - Eftemie (wikt) - Eftenaru (wikt) - Eftene (wikt) - Efteni (wikt) - Eftenie (wikt) - Eftenoiu (wikt) - Eftim (wikt) - Eftime (wikt) - Eftimescu (wikt) - Eftimi (wikt) - Eftimia (wikt) - Eftimie (wikt) - Eftimilie (wikt) - Eftimiu (wikt) - Eftimoiu (wikt) - Eftinoiu (wikt) - Eftode (wikt) - Eftodii (wikt) | Eg - Egerău (wikt) - Egher (wikt) | El - Elanu (wikt) - Elciu (wikt) - Elecheș (wikt) - Elefterescu (wikt) - Elefterin (wikt) - Elefteriu (wikt) - Elena (wikt) - Elencu (wikt) - Elenei (wikt) - Eleneș (wikt) - Elenescu (wikt) - Eleorean (wikt) - Eleș (wikt) - Eleșei (wikt) - Eleșeu (wikt) - Elgiu (wikt) - Eliad (wikt) - Eliade (wikt) - Elian (wikt) - Eliean (wikt) - Eliescu (wikt) - Elinescu (wikt) - Elioaei (wikt) - Elisăiu (wikt) - Elisei (wikt) - Eliseii (wikt) - Elvirean (wikt) - Elvireanu (wikt) |

| Em - Emac (wikt) - Emacu (wikt) - Emancipatu (wikt) - Emandache (wikt) - Emandachi (wikt) - Emanoil (wikt) - Emanuel (wikt) - Emanuil (wikt) - Emenoil (wikt) - Emerici (wikt) - Emil (wikt) - Emilian (wikt) - Emilianu (wikt) - Eminescu (wikt) - Eminovici (wikt) - Eminoviciu (wikt) - Emioan (wikt) - Emurachi (wikt) | En - Enăceanu (wikt) - Enăcescu (wikt) - Enache (wikt) - Enăcheanu (wikt) - Enăchescu (wikt) - Enachi (wikt) - Enăchioae (wikt) - Enăchioiu (wikt) - Enăchiță (wikt) - Enăcică (wikt) - Enaghe (wikt) - Enaiche (wikt) - Enariu (wikt) - Enașcu (wikt) - Enășcuț (wikt) - Enăscuța (wikt) - Enășel (wikt) - Enășescu (wikt) - Enășilă (wikt) - Enășoae (wikt) - Enășoaia (wikt) - Enășoaie (wikt) - Enășoiu (wikt) - Enășoni (wikt) - Enăștescu (wikt) - Enăsuț (wikt) - Enășuță (wikt) - Enătescu (wikt) - Encea (wikt) - Encean (wikt) - Enceanu (wikt) - Encereanu (wikt) - Encescu (wikt) - Encher (wikt) - Enchescu (wikt) - Enchi (wikt) - Encian (wikt) - Enciana (wikt) - Encică (wikt) - Encinova (wikt) - Encioiu (wikt) - Enciu (wikt) - Enciulescu (wikt) - Encolescu (wikt) - Enculeanu (wikt) - Enculeș (wikt) - Enculescu (wikt) - Enculesei (wikt) - Encună (wikt) - Encușor (wikt) - Encuță (wikt) - Encuțescu (wikt) - Encuțoiu (wikt) - Encuțu (wikt) - Endeș (wikt) - Ene (wikt) - Enea (wikt) - Eneche (wikt) - Enechescu (wikt) - Enesco (wikt) - Enescu (wikt) - Eneșel (wikt) - Enghel (wikt) - Engher (wikt) - Enghiș (wikt) - Eni (wikt) - Enia (wikt) - Enica (wikt) - Enică (wikt) - Eniceicu (wikt) - Enigărescu (wikt) - Enii (wikt) - Enișor (wikt) - Enișteanu (wikt) - Eniță (wikt) - Eniu (wikt) - Enoae (wikt) - Enoaia (wikt) - Enoaica (wikt) - Enoaie (wikt) - Enocențiu (wikt) - Enoiu (wikt) - Enu (wikt) - Enuc (wikt) - Enuca (wikt) - Enuică (wikt) - Enulescu (wikt) - Enuș (wikt) - Enușoiu (wikt) - Enuță (wikt) | Eo - Eonete (wikt) | Ep - Epangeac (wikt) - Epanu (wikt) - Eparu (wikt) - Epifan (wikt) - Epîngeac (wikt) - Epuran (wikt) - Epuraru (wikt) - Epuraș (wikt) - Epure (wikt) - Epurean (wikt) - Epureanu (wikt) - Epurescu (wikt) | Er - Erămazu (wikt) - Erașcu (wikt) - Erban (wikt) - Erbărescu (wikt) - Erbaru (wikt) - Erbașu (wikt) - Erbiceanu (wikt) - Erbicianu (wikt) - Ercean (wikt) - Erceanu (wikt) - Erciulescu (wikt) - Erculescu (wikt) - Ercuș (wikt) - Ercuț (wikt) - Ercuță (wikt) - Erdei (wikt) - Erdelean (wikt) - Erdeleanu (wikt) - Erdeli (wikt) - Erdeș (wikt) - Erdoș (wikt) - Erei (wikt) - Eremei (wikt) - Eremeia (wikt) - Eremencu (wikt) - Eremia (wikt) - Eremian (wikt) - Eremiaș (wikt) - Eremie (wikt) - Erena (wikt) - Erenciuc (wikt) - Ereni (wikt) - Erescu (wikt) - Eretescu (wikt) - Erghezii (wikt) - Erghilan (wikt) - Erie (wikt) - Erimescu (wikt) - Erimia (wikt) - Erimicioi (wikt) - Erimie (wikt) - Erina (wikt) - Ermeneanu (wikt) - Ermoiu (wikt) - Ermurachi (wikt) - Erneanu (wikt) - Ernescu (wikt) - Ernilă (wikt) - Ernu (wikt) - Eroei (wikt) - Eroiei (wikt) - Eroș (wikt) - Eroși (wikt) - Ersegean (wikt) - Erșescu (wikt) - Erșova (wikt) - Erușencu (wikt) | Es - Esca (wikt) - Escu (wikt) | Eș - Eșan (wikt) - Eșanu (wikt) - Eșiu (wikt) - Eșu (wikt) |

| Et - Etculescu (wikt) - Etegan (wikt) | Eț - Ețcu (wikt) | Eu - Eufrosie (wikt) - Eufrosin (wikt) - Eugen (wikt) - Eugenia (wikt) - Euparaș (wikt) - Eusebiu (wikt) - Eustațiu (wikt) - Eutropiu (wikt) - Eutropu (wikt) | Ev - Eva (wikt) - Evanghelescu (wikt) - Evghenie (wikt) - Evi (wikt) - Evinoiu (wikt) - Evlampie (wikt) - Evu (wikt) | Ex - Exacustodian (wikt) - Exare (wikt) - Exarhu (wikt) | Ez - Ezaru (wikt) - Ezeanu (wikt) - Ezechil (wikt) - Ezer (wikt) |